# Primi ministri del Giappone
I Primi ministri del Giappone (内閣総理大臣の一覧) si sono avvicendati a partire dal 1885.

## Lista

### Impero del Giappone (1868-1945)

#### Primi ministri durante il periodo Meiji (1868-1912)
Sotto l'Imperatore Meiji
Partiti politici: 

  Indipendente
  Militare
  Kenseitō
  Rikken Seiyūkai
Stato: 

  Primo ministro ad interim
| N. | Foto       | Primo Ministro                                                      | Carica            | Carica            | Partito politico    | Governo         | Elezione   |
| N. | Foto       | Primo Ministro                                                      | Inizio            | Termine           | Partito politico    | Governo         | Elezione   |
| -- | ---------- | ------------------------------------------------------------------- | ----------------- | ----------------- | ------------------- | --------------- | ---------- |
| 1  |            | Conte Itō Hirobumi 伊藤 博文 Itō Hirobumi (1841-1909)               | 22 dicembre 1885  | 30 aprile 1888    | Indipendente        | Itō I           | —          |
| 2  |            | Conte Kuroda Kiyotaka 黑田 清隆 Kuroda Kiyotaka (1840-1900)         | 30 aprile 1888    | 25 ottobre 1889   | Indipendente        | Kuroda          | —          |
| —  |            | Principe Sanjō Sanetomi 三條 實美 Sanjō Sanetomi (1837-1891)        | 25 ottobre 1889   | 24 dicembre 1889  | Indipendente        | Sanjō (interim) | —          |
| 3  |            | Conte Yamagata Aritomo 山縣 有朋 Yamagata Aritomo (1838-1922)       | 24 dicembre 1889  | 6 maggio 1891     | Militare (Esercito) | Yamagata I      | 1890       |
| 4  |            | Conte Matsukata Masayoshi 松方 正義 Matsukata Masayoshi (1835-1924) | 6 maggio 1891     | 8 agosto 1892     | Indipendente        | Matsukata I     | 1892       |
| 5  |            | Marchese Itō Hirobumi 伊藤 博文 Itō Hirobumi (1841-1909)            | 8 agosto 1892     | 31 agosto 1896    | Indipendente        | Itō II          | Mar. 1894  |
| 5  | Sett. 1894 | Marchese Itō Hirobumi 伊藤 博文 Itō Hirobumi (1841-1909)            | 8 agosto 1892     | 31 agosto 1896    | Indipendente        | Itō II          |            |
| —  |            | Kuroda Kiyotaka 黑田 清隆 Kuroda Kiyotaka (1840-1900)               | 31 agosto 1896    | 18 settembre 1896 | Indipendente        | —               | —          |
| 6  |            | Conte Matsukata Masayoshi 松方 正義 Matsukata Masayoshi (1835-1924) | 18 settembre 1896 | 12 gennaio 1898   | Indipendente        | Matsukata II    | —          |
| 7  |            | Marchese Itō Hirobumi 伊藤 博文 Itō Hirobumi (1841-1909)            | 12 gennaio 1898   | 30 giugno 1898    | Indipendente        | Itō III         | Mar. 1898  |
| 8  |            | Conte Ōkuma Shigenobu 大隈 重信 Ōkuma Shigenobu (1838-1922)         | 30 giugno 1898    | 8 novembre 1898   | Kenseitō            | Ōkuma I         | Sett. 1898 |
| 9  |            | Marchese Yamagata Aritomo 山縣 有朋 Yamagata Aritomo (1838-1922)    | 8 novembre 1898   | 19 ottobre 1900   | Militare (Esercito) | Yamagata II     | Sett. 1898 |
| 10 |            | Marchese Itō Hirobumi 伊藤 博文 Itō Hirobumi (1841-1909)            | 19 ottobre 1900   | 10 maggio 1901    | Rikken Seiyūkai     | Itō IV          | Sett. 1898 |
| —  |            | Saionji Kinmochi 西園寺 公望 Saionji Kinmochi (1849-1940)           | 10 maggio 1901    | 2 giugno 1901     | Rikken Seiyūkai     | —               | —          |
| 11 |            | Conte Katsura Tarō 桂 太郎 Katsura Tarō (1848-1913)                 | 2 giugno 1901     | 7 gennaio 1906    | Militare (Esercito) | Katsura I       | 1902       |
| 11 | 1903       | Conte Katsura Tarō 桂 太郎 Katsura Tarō (1848-1913)                 | 2 giugno 1901     | 7 gennaio 1906    | Militare (Esercito) | Katsura I       |            |
| 11 | 1904       | Conte Katsura Tarō 桂 太郎 Katsura Tarō (1848-1913)                 | 2 giugno 1901     | 7 gennaio 1906    | Militare (Esercito) | Katsura I       |            |
| 12 |            | Marchese Saionji Kinmochi 西園寺 公望 Saionji Kinmochi (1849-1940)  | 7 gennaio 1906    | 14 luglio 1908    | Rikken Seiyūkai     | Saionji I       | 1908       |
| 13 |            | Principe Katsura Tarō 桂 太郎 Katsura Tarō (1848-1913)              | 14 luglio 1908    | 30 agosto 1911    | Militare (Esercito) | Katsura II      | 1908       |
| 14 |            | Marchese Saionji Kinmochi 西園寺 公望 Saionji Kinmochi (1849-1940)  | 30 agosto 1911    | 21 dicembre 1912  | Rikken Seiyūkai     | Saionji II      | 1912       |

#### Primi ministri durante il periodo Taishō (1912-1926)
Sotto l'Imperatore Taishō
Partiti politici: 

  Indipendente
  Militare
  Rikken Dōshikai
  Rikken Seiyūkai
  Kenseikai
Stato: 

  Primo ministro ad interim
| N. | Foto            | Primo Ministro                                                       | Carica            | Carica            | Partito politico                    | Governo     | Elezione |
| N. | Foto            | Primo Ministro                                                       | Inizio            | Termine           | Partito politico                    | Governo     | Elezione |
| -- | --------------- | -------------------------------------------------------------------- | ----------------- | ----------------- | ----------------------------------- | ----------- | -------- |
| 15 |                 | Principe Katsura Tarō 桂 太郎 Katsura Tarō (1848-1913)               | 21 dicembre 1912  | 20 febbraio 1913  | Indipendente (Generale in pensione) | Katsura III | 1912     |
| 16 |                 | Conte Yamamoto Gon'nohyōe 山本 權兵衛 Yamamoto Gonnohyōe (1852-1933) | 20 febbraio 1913  | 16 aprile 1914    | Militare (Marina)                   | Yamamoto I  | 1912     |
| 17 |                 | Marchese Ōkuma Shigenobu 大隈 重信 Ōkuma Shigenobu (1838-1922)       | 16 aprile 1914    | 9 ottobre 1916    | Rikken Dōshikai                     | Ōkuma II    | 1915     |
| 18 |                 | Conte Terauchi Masatake 寺内 正毅 Terauchi Masatake (1852-1919)      | 9 ottobre 1916    | 29 settembre 1918 | Militare (Esercito)                 | Terauchi    | 1917     |
| 19 |                 | Hara Takashi 原 敬 Hara Takashi (1856-1921)                          | 29 settembre 1918 | 4 novembre 1921   | Rikken Seiyūkai                     | Hara        | 1920     |
| —  |                 | Uchida Kōsai 内田 康哉 Uchida Kōsai (1865-1936)                      | 4 novembre 1921   | 13 novembre 1921  | Indipendente                        | —           | —        |
| 20 |                 | Visconte Takahashi Korekiyo 高橋 是清 Takahashi Korekiyo (1854-1936) | 13 novembre 1921  | 12 giugno 1922    | Rikken Seiyūkai                     | Takahashi   | —        |
| 21 |                 | Barone Katō Tomosaburō 加藤 友三郎 Katō Tomosaburō (1861-1923)       | 12 giugno 1922    | 24 agosto 1923    | Militare (Marina)                   | Katō To.    | —        |
| —  |                 | Uchida Kōsai 内田 康哉 Uchida Kōsai (1865-1936)                      | 24 agosto 1923    | 2 settembre 1923  | Indipendente                        | —           | —        |
| 22 |                 | Conte Yamamoto Gon'nohyōe 山本 權兵衛 Yamamoto Gonnohyōe (1852-1933) | 2 settembre 1923  | 7 gennaio 1924    | Militare (Marina)                   | Yamamoto II | —        |
| 23 |                 | Visconte Kiyoura Keigo 清浦 奎吾 Kiyoura Keigo (1850-1942)           | 7 gennaio 1924    | 11 giugno 1924    | Indipendente                        | Kiyoura     | 1924     |
| 24 |                 | Visconte Katō Takaaki 加藤 高明 Katō Takaaki (1860-1926)             | 11 giugno 1924    | 28 gennaio 1926   | Kenseikai                           | Katō Ta.    | 1924     |
| —  |                 | Wakatsuki Reijirō 若槻 禮次郎 Wakatsuki Reijirō (1866-1949)          | 28 gennaio 1926   | 30 gennaio 1926   | Kenseikai                           | —           | —        |
| 25 | 30 gennaio 1926 | Wakatsuki Reijirō 若槻 禮次郎 Wakatsuki Reijirō (1866-1949)          | 20 aprile 1927    | Wakatsuki I       | Kenseikai                           | —           |          |

#### Primi ministri durante il periodo Shōwa (1926-1945)
Sotto l'Imperatore Shōwa
Partiti politici: 

  Rikken Seiyūkai
  Rikken Minseitō
  Indipendente
  Militare
  Associazione per il sostegno dell'Autorità Imperiale
  Famiglia Imperiale
  Partito Progressista
  Partito Liberale
Stato: 

  Primo ministro ad interim
| N.   | Foto            | Primo Ministro                                                     | Carica           | Carica                 | Partito politico       | Governo      | Elezione |
| N.   | Foto            | Primo Ministro                                                     | Inizio           | Termine                | Partito politico       | Governo      | Elezione |
| ---- | --------------- | ------------------------------------------------------------------ | ---------------- | ---------------------- | ---------------------- | ------------ | -------- |
| 26   |                 | Barone Tanaka Giichi 田中 義一 Tanaka Giichi (1864-1929)           | 20 aprile 1927   | 2 luglio 1929          | Rikken Seiyūkai        | Tanaka G.    | 1928     |
| 27   |                 | Osachi Hamaguchi 濱口 雄幸 Hamaguchi Osachi (1870-1931)            | 2 luglio 1929    | 14 novembre 1930       | Rikken Minseitō        | Hamaguchi    | 1930     |
| —    |                 | Kijūrō Shidehara 幣原 喜重郎 Shidehara Kijūrō (1872-1951)          | 14 novembre 1930 | 10 marzo 1931          | Indipendente           | Hamaguchi    | 1930     |
| (27) |                 | Osachi Hamaguchi 濱口 雄幸 Hamaguchi Osachi (1870-1931)            | 10 marzo 1931    | 14 aprile 1931         | Rikken Minseitō        | Hamaguchi    | 1930     |
| 28   |                 | Barone Wakatsuki Reijirō 若槻 禮次郞 Wakatsuki Reijirō (1866-1949) | 14 aprile 1931   | 13 dicembre 1931       | Rikken Minseitō        | Wakatsuki II | 1930     |
| 29   |                 | Inukai Tsuyoshi 犬養 毅 Inukai Tsuyoshi (1855-1932)                | 13 dicembre 1931 | 15 maggio 1932         | Rikken Seiyūkai        | Inukai       | 1932     |
| —    |                 | Takahashi Korekiyo 高橋 是淸 Takahashi Korekiyo (1854-1936)        | 15 maggio 1932   | 26 maggio 1932         | Indipendente           | —            | —        |
| 30   |                 | Visconte Saitō Makoto 齋藤 實 Saitō Makoto (1858-1936)             | 26 maggio 1932   | 8 luglio 1934          | Militare (Marina)      | Saitō        | —        |
| 31   |                 | Keisuke Okada 岡田 啓介 Okada Keisuke (1868-1952)                  | 8 luglio 1934    | 26 febbraio 1936       | Militare (Marina)      | Okada        | 1936     |
| —    |                 | Fumio Gotō 後藤 文夫 Gotō Fumio (1884-1980)                        | 26 febbraio 1936 | 28 febbraio 1936       | Indipendente           | Okada        | 1936     |
| (31) |                 | Keisuke Okada 岡田 啓介 Okada Keisuke (1868-1952)                  | 28 febbraio 1936 | 9 marzo 1936           | Militare (Marina)      | Okada        | 1936     |
| 32   |                 | Kōki Hirota 廣田 弘毅 Hirota Kōki (1878-1948)                      | 9 marzo 1936     | 2 febbraio 1937        | Indipendente           | Hirota       | 1936     |
| 33   |                 | Senjūrō Hayashi 林 銑十郞 Hayashi Senjūrō (1876-1943)              | 2 febbraio 1937  | 4 giugno 1937          | Militare (Esercito)    | Hayashi      | 1937     |
| 34   |                 | Principe Fumimaro Konoe 近衞 文麿 Konoe Fumimaro (1891-1945)       | 4 giugno 1937    | 5 gennaio 1939         | Indipendente           | Konoe I      | 1937     |
| 35   |                 | Barone Hiranuma Kiichirō 平沼 騏一郞 Hiranuma Kiichirō (1867-1952) | 5 gennaio 1939   | 30 agosto 1939         | Indipendente           | Hiranuma     | 1937     |
| 36   |                 | Nobuyuki Abe 阿部 信行 Abe Nobuyuki (1875-1953)                    | 30 agosto 1939   | 16 gennaio 1940        | Militare (Esercito)    | Abe N.       | 1937     |
| 37   |                 | Mitsumasa Yonai 米内 光政 Yonai Mitsumasa (1880-1948)              | 16 gennaio 1940  | 22 luglio 1940         | Militare (Marina)      | Yonai        | 1937     |
| 38   |                 | Principe Fumimaro Konoe 近衞 文麿 Konoe Fumimaro (1891-1945)       | 22 luglio 1940   | 12 ottobre 1940        | Indipendente           | Konoe II     | 1937     |
| 39   | 12 ottobre 1940 | Principe Fumimaro Konoe 近衞 文麿 Konoe Fumimaro (1891-1945)       | 16 luglio 1941   | IRAA Taisei Yokusankai |                        | Konoe II     | 1937     |
| 39   | 18 luglio 1941  | Principe Fumimaro Konoe 近衞 文麿 Konoe Fumimaro (1891-1945)       | 16 ottobre 1941  | IRAA Taisei Yokusankai | Konoe III              |              | 1937     |
| 40   |                 | Hideki Tōjō 東條 英機 Tōjō Hideki (1884-1948)                      | 17 ottobre 1941  | 22 luglio 1944         | IRAA Taisei Yokusankai | Tōjō         | 1942     |
| 41   |                 | Kuniaki Koiso 小磯 國昭 Koiso Kuniaki (1880-1950)                  | 22 luglio 1944   | 7 aprile 1945          | IRAA Taisei Yokusankai | Koiso        | 1942     |
| 42   |                 | Barone Kantarō Suzuki 鈴木 貫太郞 Suzuki Kantarō (1868-1948)       | 7 aprile 1945    | 13 giugno 1945         | IRAA Taisei Yokusankai | Suzuki K.    | 1942     |
|      | 13 giugno 1945  | Barone Kantarō Suzuki 鈴木 貫太郞 Suzuki Kantarō (1868-1948)       | 17 agosto 1945   | Indipendente           |                        | Suzuki K.    | 1942     |

### Stato del Giappone (dal 1945)

#### Primi ministri durante il periodo Shōwa (1945-1989)
Sotto l'Imperatore Shōwa
Partiti politici: 

  Socialista
  Democratico (1947)
  Democratico (1954)
  Democratico Liberale
  Liberal Democratico
Stato: 

  Primo ministro ad interim
| N. | Foto             | Primo Ministro                                                                           | Carica           | Carica                        | Partito politico                 | Governo              | Elezioni                    | Elezioni             |
| N. | Foto             | Primo Ministro                                                                           | Inizio           | Termine                       | Partito politico                 | Governo              | Generali                    | Cons.                |
| -- | ---------------- | ---------------------------------------------------------------------------------------- | ---------------- | ----------------------------- | -------------------------------- | -------------------- | --------------------------- | -------------------- |
| 43 |                  | Principe Naruhiko Higashikuni 東久邇宮 稔彦王 Higashikuni no miya Naruhiko ō (1887-1990) | 17 agosto 1945   | 9 ottobre 1945                | Famiglia Imperiale               | Higashikuni no miya  | —                           | —                    |
| 44 |                  | Barone Kijūrō Shidehara 幣原 喜重郞 Shidehara Kijūrō (1872-1951)                         | 9 ottobre 1945   | 22 maggio 1946                | JPP Nihon Shimpotō               | Shidehara            | 1946                        | —                    |
| 45 |                  | Shigeru Yoshida 吉田 茂 Yoshida Shigeru (1878-1967)                                      | 22 maggio 1946   | 24 maggio 1947                | Liberale Jiyūtō                  | Yoshida I            | 1946                        | —                    |
| 46 |                  | Tetsu Katayama 片山 哲 Katayama Tetsu (1887-1978)                                        | 24 maggio 1947   | 10 marzo 1948                 | JSP Nihon Shakaitō               | Katayama             | 1947                        | 1947                 |
| 47 |                  | Hitoshi Ashida 芦田均 Ashida Hitoshi (1887-1959)                                         | 10 marzo 1948    | 15 ottobre 1948               | DP Minshutō                      | Ashida               | 1947                        | 1947                 |
| 48 |                  | Shigeru Yoshida 吉田茂 Yoshida Shigeru (1878-1967)                                       | 15 ottobre 1948  | 16 febbraio 1949              | DLP Minshu Jiyūtō (fino al 1950) | Yoshida II           | 1947                        | 1947                 |
| 48 | 16 febbraio 1949 | Shigeru Yoshida 吉田茂 Yoshida Shigeru (1878-1967)                                       | 30 ottobre 1952  | Yoshida III                   | DLP Minshu Jiyūtō (fino al 1950) | 1949                 | 1950                        |                      |
| 48 | 16 febbraio 1949 | Shigeru Yoshida 吉田茂 Yoshida Shigeru (1878-1967)                                       | 30 ottobre 1952  | Yoshida III                   | Liberal Jiyūtō                   | 1949                 | 1950                        |                      |
| 48 | 30 ottobre 1952  | Shigeru Yoshida 吉田茂 Yoshida Shigeru (1878-1967)                                       | 21 maggio 1953   | Yoshida IV                    | 1952                             |                      | 1950                        |                      |
| 48 | 21 maggio 1953   | Shigeru Yoshida 吉田茂 Yoshida Shigeru (1878-1967)                                       | 10 dicembre 1954 | Yoshida V                     | 1953                             | 1953                 |                             |                      |
| 49 |                  | Ichirō Hatoyama 鳩山一郎 Hatoyama Ichirō (1883-1959)                                     | 10 dicembre 1954 | 19 marzo 1955                 | 1953                             | 1953                 | JDP Nihon Minshutō          | Hatoyama I. I        |
| 49 | 19 marzo 1955    | Ichirō Hatoyama 鳩山一郎 Hatoyama Ichirō (1883-1959)                                     | 22 novembre 1955 | Hatoyama I. II                | 1955                             | 1953                 | JDP Nihon Minshutō          |                      |
|    | 22 novembre 1955 | Ichirō Hatoyama 鳩山一郎 Hatoyama Ichirō (1883-1959)                                     | 23 dicembre 1956 | LDP Jimintō                   | 1955                             | 1953                 | Hatoyama I. III             |                      |
| 50 |                  | Tanzan Ishibashi 石橋湛山 Ishibashi Tanzan (1884-1973)                                   | 23 dicembre 1956 | 31 gennaio 1957               | 1955                             | LDP Jimintō          | Ishibashi                   | 1956                 |
| —  |                  | Nobusuke Kishi 幣原 喜重郎 Kishi Nobusuke (1896-1987)                                    | 31 gennaio 1957  | 25 febbraio 1957              | 1955                             | LDP Jimintō          | Ishibashi                   | 1956                 |
| 51 | 25 febbraio 1957 | Nobusuke Kishi 幣原 喜重郎 Kishi Nobusuke (1896-1987)                                    | 12 giugno 1958   | Kishi I (rimpasto)            | 1955                             | LDP Jimintō          |                             | 1956                 |
| 51 | 12 giugno 1958   | Nobusuke Kishi 幣原 喜重郎 Kishi Nobusuke (1896-1987)                                    | 19 luglio 1960   | Kishi II (rimpasto)           | 1958                             | LDP Jimintō          | 1959                        |                      |
| 52 |                  | Hayato Ikeda 池田勇人 Ikeda Hayato (1899-1965)                                           | 19 luglio 1960   | 8 dicembre 1960               | 1958                             | LDP Jimintō          | 1959                        | Ikeda I              |
| 52 | 8 dicembre 1960  | Hayato Ikeda 池田勇人 Ikeda Hayato (1899-1965)                                           | 9 dicembre 1963  | Ikeda II (rimpasto 1 · 2 · 3) | 1960                             | LDP Jimintō          | 1962                        |                      |
| 52 | 9 dicembre 1963  | Hayato Ikeda 池田勇人 Ikeda Hayato (1899-1965)                                           | 9 novembre 1964  | Ikeda III (rimpasto)          | 1963                             | LDP Jimintō          | 1962                        |                      |
| 53 |                  | Eisaku Satō 佐藤栄作 Satō Eisaku (1901-1975)                                             | 9 novembre 1964  | 17 febbraio 1967              | 1963                             | LDP Jimintō          | Satō I (rimpasto 1 · 2 · 3) | 1965                 |
| 53 | 17 febbraio 1967 | Eisaku Satō 佐藤栄作 Satō Eisaku (1901-1975)                                             | 14 gennaio 1970  | Satō II (rimpasto 1 · 2)      | 1967                             | LDP Jimintō          | 1968                        |                      |
| 53 | 14 gennaio 1970  | Eisaku Satō 佐藤栄作 Satō Eisaku (1901-1975)                                             | 7 luglio 1972    | Satō III (rimpasto)           | 1969                             | LDP Jimintō          | 1971                        |                      |
| 54 |                  | Kakuei Tanaka 田中角栄 Tanaka Kakuei (1918-1993)                                         | 7 luglio 1972    | 22 dicembre 1972              | 1969                             | LDP Jimintō          | 1971                        | Tanaka K. I          |
| 54 | 22 dicembre 1972 | Kakuei Tanaka 田中角栄 Tanaka Kakuei (1918-1993)                                         | 9 dicembre 1974  | Tanaka K. II (rimpasto 1 · 2) | 1972                             | LDP Jimintō          | 1971                        |                      |
| 55 |                  | Takeo Miki 三木武夫 Miki Takeo (1907-1988)                                               | 9 dicembre 1974  | 24 dicembre 1976              | 1972                             | LDP Jimintō          | Miki (rimpasto)             | 1974                 |
| 56 |                  | Takeo Fukuda 福田赳夫 Fukuda Takeo (1905-1995)                                           | 24 dicembre 1976 | 7 dicembre 1978               | LDP Jimintō                      | Fukuda T. (rimpasto) | 1976                        | 1977                 |
| 57 |                  | Masayoshi Ōhira 大平正芳 Ōhira Masayoshi (1910-1980)                                     | 7 dicembre 1978  | 9 novembre 1979               | LDP Jimintō                      | Ōhira I              | 1976                        | 1977                 |
| 57 | 9 novembre 1979  | Masayoshi Ōhira 大平正芳 Ōhira Masayoshi (1910-1980)                                     | 12 giugno 1980   | Ōhira II                      | LDP Jimintō                      | 1979                 |                             | 1977                 |
| —  |                  | Masayoshi Itō 伊藤将吉 Itō Masayoshi (1913-1994)                                         | 12 giugno 1980   | Ōhira II                      | 17 luglio 1980                   | 1979                 | LDP Jimintō                 | 1977                 |
| 58 |                  | Zenkō Suzuki 鈴木善幸 Suzuki Zenkō (1911-2004)                                           | 17 luglio 1980   | 27 novembre 1982              | LDP Jimintō                      | Suzuki Z. (rimpasto) | 1980                        | 1980                 |
| 59 |                  | Yasuhiro Nakasone 中曽根康弘 Nakasone Yasuhiro (1918-2019)                               | 27 novembre 1982 | 27 dicembre 1983              | LDP Jimintō                      | Nakasone I           | 1980                        | 1980                 |
| 59 | 27 dicembre 1983 | Yasuhiro Nakasone 中曽根康弘 Nakasone Yasuhiro (1918-2019)                               | 22 luglio 1986   | Nakasone II (rimpasto 1 · 2)  | LDP Jimintō                      | 1983                 | 1983                        |                      |
| 59 | 22 luglio 1986   | Yasuhiro Nakasone 中曽根康弘 Nakasone Yasuhiro (1918-2019)                               | 6 novembre 1987  | Nakasone III                  | LDP Jimintō                      | 1986                 | 1986                        |                      |
| 60 |                  | Noboru Takeshita 竹下登 Takeshita Noboru (1924-2000)                                     | 6 novembre 1987  | 3 giugno 1989                 | LDP Jimintō                      | 1986                 | 1986                        | Takeshita (rimpasto) |

#### Primi ministri durante il periodo Heisei (dal 1989 al 2019)
Sotto l'Imperatore Akihito
Partiti politici: 

  Partito Liberal Democratico
  Nuovo Partito del Giappone
  Partito del Rinnovamento Giapponese
  Socialdemocratico
  Democratico
Stato: 

  Primo ministro ad interim
| N. | Foto              | Primo Ministro                                             | Carica            | Carica                       | Partito politico   | Governo                   | Elezioni                   | Elezioni                |
| N. | Foto              | Primo Ministro                                             | Inizio            | Termine                      | Partito politico   | Governo                   | Generali                   | Cons.                   |
| -- | ----------------- | ---------------------------------------------------------- | ----------------- | ---------------------------- | ------------------ | ------------------------- | -------------------------- | ----------------------- |
| 61 |                   | Sōsuke Uno 宇野宗佑 Uno Sōsuke (1922-1998)                 | 3 giugno 1989     | 10 agosto 1989               | LDP Jimintō        | Uno                       | —                          | 1989                    |
| 62 |                   | Toshiki Kaifu 海部俊樹 Kaifu Toshiki (1931-2022)           | 10 agosto 1989    | 28 febbraio 1990             | LDP Jimintō        | Kaifu I                   | —                          | 1989                    |
| 62 | 28 febbraio 1990  | Toshiki Kaifu 海部俊樹 Kaifu Toshiki (1931-2022)           | 5 novembre 1991   | Kaifu II (rimpasto)          | LDP Jimintō        | 1990                      |                            | 1989                    |
| 63 |                   | Kiichi Miyazawa 宮沢喜一 Miyazawa Kiichi (1919-2007)       | 5 novembre 1991   | 9 agosto 1993                | LDP Jimintō        | 1990                      | Miyazawa (rimpasto)        | 1992                    |
| 64 |                   | Morihiro Hosokawa 細川護煕 Hosokawa Morihiro (1938-)       | 9 agosto 1993     | 28 aprile 1994               | JNP Nihon Shintō   | Hosokawa                  | 1993                       | 1992                    |
| 65 |                   | Tsutomu Hata 羽田孜 Hata Tsutomu (1935-2017)               | 28 aprile 1994    | 30 giugno 1994               | JRP Shinseitō      | Hata                      | 1993                       | 1992                    |
| 66 |                   | Tomiichi Murayama 村山富市 Murayama Tomiichi (1924-)       | 30 giugno 1994    | 11 gennaio 1996              | JSP Nihon Shakaitō | Murayama (rimpasto)       | 1993                       | 1995                    |
| 67 |                   | Ryūtarō Hashimoto 橋本龍太郎 Hashimoto Ryūtarō (1937-2006) | 11 gennaio 1996   | 7 novembre 1996              | LDP Jimintō        | Hashimoto I               | 1993                       | 1995                    |
| 67 | 7 novembre 1996   | Ryūtarō Hashimoto 橋本龍太郎 Hashimoto Ryūtarō (1937-2006) | 30 luglio 1998    | Hashimoto II (rimpasto)      | LDP Jimintō        | 1996                      | 1998                       |                         |
| 68 |                   | Keizō Obuchi 小渕恵三 Obuchi Keizō (1937-2000)             | 30 luglio 1998    | 5 aprile 2000                | LDP Jimintō        | 1996                      | 1998                       | Obuchi (rimpasto 1 · 2) |
| 69 |                   | Yoshirō Mori 森喜朗 Mori Yoshirō (1937-)                   | 5 aprile 2000     | 4 luglio 2000                | LDP Jimintō        | 1996                      | 1998                       | Mori I                  |
| 69 | 4 luglio 2000     | Yoshirō Mori 森喜朗 Mori Yoshirō (1937-)                   | 26 aprile 2001    | Mori II (rimpasto 1 · 2)     | LDP Jimintō        | 2000                      | 1998                       |                         |
| 70 |                   | Jun'ichirō Koizumi 小泉純一郎 Koizumi Jun'ichirō (1942-)   | 26 aprile 2001    | 19 novembre 2003             | LDP Jimintō        | 2000                      | Koizumi I (rimpasto 1 · 2) | 2001                    |
| 70 | 19 novembre 2003  | Jun'ichirō Koizumi 小泉純一郎 Koizumi Jun'ichirō (1942-)   | 21 settembre 2005 | Koizumi II (rimpasto)        | LDP Jimintō        | 2003                      | 2004                       |                         |
| 70 | 21 settembre 2005 | Jun'ichirō Koizumi 小泉純一郎 Koizumi Jun'ichirō (1942-)   | 26 settembre 2006 | Koizumi III (rimpasto)       | LDP Jimintō        | 2005                      | 2004                       |                         |
| 71 |                   | Shinzō Abe 安倍晋三 Abe Shinzō (1954-2022)                 | 26 settembre 2006 | 26 settembre 2007            | LDP Jimintō        | 2005                      | Abe I (rimpasto)           | 2007                    |
| 72 |                   | Yasuo Fukuda 福田康夫 Fukuda Yasuo (1936-)                 | 26 settembre 2007 | 24 settembre 2008            | LDP Jimintō        | 2005                      | Fukuda Y. (rimpasto)       | 2007                    |
| 73 |                   | Tarō Asō 麻生太郎 Asō Tarō (1940-)                         | 24 settembre 2008 | 16 settembre 2009            | LDP Jimintō        | 2005                      | Asō                        | 2007                    |
| 74 |                   | Yukio Hatoyama 鳩山由紀夫 Hatoyama Yukio (1947-)           | 16 settembre 2009 | 8 giugno 2010                | DPJ Minshutō       | Hatoyama Y.               | 2009                       | 2007                    |
| 75 |                   | Naoto Kan 菅直人 Kan Naoto (1946-)                         | 8 giugno 2010     | 30 agosto 2011               | DPJ Minshutō       | Kan (rimpasto 1 · 2)      | 2009                       | 2010                    |
| 76 |                   | Yoshihiko Noda 野田佳彦 Noda Yoshihiko (1957-)             | 30 agosto 2011    | 26 dicembre 2012             | DPJ Minshutō       | Noda (rimpasto 1 · 2 · 3) | 2009                       | 2010                    |
| 77 |                   | Shinzō Abe 安倍晋三 Abe Shinzō (1954-2022)                 | 26 dicembre 2012  | 24 dicembre 2014             | LDP Jimintō        | Abe II (rimpasto)         | 2012                       | 2013                    |
| 77 | 24 dicembre 2014  | Shinzō Abe 安倍晋三 Abe Shinzō (1954-2022)                 | 1 novembre 2017   | Abe III (rimpasto 1 · 2 · 3) | LDP Jimintō        | 2014                      | 2016                       |                         |
| 77 | 1 novembre 2017   | Shinzō Abe 安倍晋三 Abe Shinzō (1954-2022)                 | 16 settembre 2020 | Abe IV (rimpasto)            | LDP Jimintō        | 2017                      | 2019                       |                         |

#### Primi ministri durante il periodo Reiwa (dal 2019)
Sotto l'Imperatore Naruhito
Partiti politici: 

  Partito Liberal Democratico
| N. | Foto             | Primo Ministro                                | Carica            | Carica                | Partito politico | Governo   | Elezioni | Elezioni |
| N. | Foto             | Primo Ministro                                | Inizio            | Termine               | Partito politico | Governo   | Generali | Cons.    |
| -- | ---------------- | --------------------------------------------- | ----------------- | --------------------- | ---------------- | --------- | -------- | -------- |
| 78 |                  | Yoshihide Suga 菅 義偉 Suga Yoshihide (1948-) | 16 settembre 2020 | 4 ottobre 2021        | LDP Jimintō      | Suga      | 2017     | 2019     |
| 79 |                  | Fumio Kishida 岸田 文雄 Kishida Fumio (1957-) | 4 ottobre 2021    | 10 novembre 2021      | LDP Jimintō      | Kishida I | 2017     | 2019     |
| 79 | 10 novembre 2021 | Fumio Kishida 岸田 文雄 Kishida Fumio (1957-) | 1º ottobre 2024   | Kishida II (rimpasto) | LDP Jimintō      | 2021      | 2022     |          |
| 80 |                  | Shigeru Ishiba 石破 茂 Ishiba Shigeru (1957-) | 1º ottobre 2024   | 11 novembre 2024      | LDP Jimintō      | 2021      | 2022     | Ishiba I |
| 80 | 11 novembre 2024 | Shigeru Ishiba 石破 茂 Ishiba Shigeru (1957-) | in carica         | Ishiba II (rimpasto)  | LDP Jimintō      | 2024      | 2025     |          |